# Regan Charles-Cook
Regan Charles-Cook, né le 14 février 1997 à Lewisham au Royaume-Uni, est un footballeur international grenadien qui joue au poste d'attaquant.

## Biographie

### En club

#### Charlton Athletic et prêts successifs
Après un transfert d'Arsenal en 2013, Charles-Cook fait ses débuts professionnels pour Charlton Athletic le 11 août 2015, jouant 90 minutes au poste d'arrière droit lors d'une victoire 4-1 en Coupe de la Ligue contre Dagenham & Redbridge.
Le 4 février 2017, Charles-Cook rejoint le club de National League Solihull Moors sous forme de prêt pour le reste de la saison. Une semaine plus tard, lors de ses débuts avec Solihull Moors, l'ailier marque deux fois contre Sutton United lors de leur victoire 3-0. Le 17 avril 2017, Charles-Cook scelle la victoire 3-1 de Solihull Moors à l'extérieur contre Macclesfield Town, en marquant le troisième but à la 93e minute. Charles-Cook retourne au Charlton Athletic à la suite de la fin de saison, au cours de laquelle il marque quatre fois en treize matchs.
Après une période de prêt impressionnante avec Solihull Moors, l'ailier retourne au Charlton Athletic pour la pré-saison 2017-2018. Il marque son premier but pour le Charlton Athletic lors d'une victoire 2-1 en Coupe de la Ligue contre Exeter City le 8 août 2017.
Le 1er septembre 2017, Charles-Cook rejoint le Woking FC en prêt jusqu'en janvier 2018. Un jour plus tard, Charles-Cook fait ses débuts avec ce club lors de la victoire du club 3-1 à l'extérieur contre Macclesfield Town, remplaçant Jason Banton à la 60e minute. Le 16 septembre 2017, Charles-Cook inscrit les deux buts de la victoire à domicile du Woking FC 2-0 contre les rivaux locaux, Sutton United. En janvier 2018, le grenadien revient au Charlton Athletic après avoir subi une blessure à la cheville de longue durée alors qu'il était à Woking. Le 8 mars 2018, Charles-Cook retourne au Woking FC sous forme de prêt jusqu'au 28 avril 2018. Un jour plus tard, il délivre une passe décisive à Charlie Carter pour son dixième but de la saison lors de la défaite 3-1 de Woking à domicile contre Halifax Town.

#### Gillingham FC
Alors qu'il devait prolonger son contrat d'un an avec le Charlton Athletic à la fin de la saison 2017-2018, le joueur s'engage peu de temps après pour le Gillingham FC,.

#### Ross County
Le 30 juin 2020, Charles-Cook rejoint Ross County, club de Scottish Premiership. Il connaît des difficultés lors de sa première saison, invoquant le mal du pays et l'impossibilité de rendre visite à sa famille en raison des restrictions liées au COVID-19. Sa deuxième saison lui permet de devenir titulaire dans l'équipe sous la direction du nouvel entraîneur Malky Mackay. Le 28 janvier 2022, le grenadien marque l'un des buts de Ross County lors du match nul 3-3 contre les Rangers, faisant de lui, à ce moment, le meilleur buteur de la Scottish Premiership avec 10 buts.

#### KAS Eupen
Le 8 juin 2022, il signe un contrat de trois ans à la KAS Eupen,.

### En équipe nationale
En juillet 2021, il est retenu par le sélectionneur Michael Findlay afin de participer à la Gold Cup, organisée aux États-Unis. Lors de cette compétition, il joue les trois matchs de phase de groupes. La Grenade quitte la compétition en phase de groupes après trois défaites en autant de matchs.
Il fait ses débuts internationaux avec la Grenade lors du premier match de phase de groupes contre le Honduras (défaite 4-0).

### Vie privée
Charles-Cook est né en Angleterre et est d'origine jamaïcaine et grenadienne. Il est le frère des footballeurs professionnels Anthony Cook et Reice Charles-Cook. Ils ont grandi avec deux autres frères à Beckenham. L'oncle de Charles-Cook, James Cook, est un ancien champion britannique de boxe poids super moyen.

### Distinctions personnelles
- Membre de L'équipe de l'année PFA en 2021-2022.
- Meilleur buteur de la Scottish Premier League en 2021-2022